# Danuta Dąbrowska (umělkyně)
Danuta Dąbrowska-Wojciechowska (* 1959 Štětín) je polská umělkyně, multimediální umělkyně, fotografka, autorka obrazů, instalací a fotoseriálů; pedagožka, zástupkyně děkana Fakulty malby a nových médií Akademie umění ve Štětíně; absolventka Státní vysoké školy výtvarných umění (v současnosti Univerzita umění) v Poznani.

## Tvorba
Poslední období tvorby Dąbrowské je poznamenáno inspirací z oblasti vědy. Toto období začalo sérií děl Receptory z roku 2006, která se zaměřuje na fyziologický aspekt vnímání. Samotný proces vědecké práce a jeho nástroje jsou inspirovány sérií Pomiary z roku 2014.

## Vybrané jednotlivé výstavy
- 1993 - Galeria Sztuki Współczesnej (Galerie současného umění), Zamek Książąt Pomorskich, Štětín
- 1994 - Czas urojony c.d., Galeria Moje Archiwum, Koszalin
- 1994 - Projekcje c.d., Muzeum Narodowe (Národní muzeum), Štětín
- 1996 - Wystawa prac, Baszta Czarownic, Słupsk
- 1999 - Fantomaty, Galeria Amfilada, Štětín
- 2001 - Światłokształty, Galeria Entazis, Štětín
- 2004 - Tła, samostatná výstava, Teatr Kana, Štětín
- 2008 - Receptory, Miejsce sztuki OFFicyna, Štětín
- 2010 - Pamięć ścian Westival Architektury, Willa Lentza, Štětín
- 2011 - Receptory – zanikanie obrazu, Muzeum Sztuki Współczesnej (Muzeum současného umění), Štětín
- 2012 - Double vision, Schloss Kampehl, Neustadt
- 2013 - Receptory – zanikanie obrazu, Galeria Odnowa ASP, Lodž
- 2014 - EEEEEE..., Galeria Wzorcowa No.10, Štětín
- 2014 - Pola zdarzeń, Schloß Trebnitz, Neustadt
- 2015 - Pomiary, Galeria w Pałacu Wedlów MGOK, Kalisz Pomorski

## Vybrané skupinové výstavy
- 1988 – 12 Międzynarodowe Biennale Plakatu, Zachęta, Varšava
- 1989 – 13 Biennale Plakatu Polskiego, BWA, Katovice
- 1991 – Substancje i obrazy, BWA, Štětín
- 1992 – Aller et retour, Musee des Beaux Arts de Angoulême, Angoulême
- 1992 – Vier Kunstler aus Stettin, Ostholstein Museum, Eutin
- 1993 – Gaja – cztery żywioły, realizacje plenerowe, Gerlesborg
- 1994 – Pracownia czerni, szarości i bieli, Galeria Amfilada, Štětín
- 1995 – Północny Atol, Galeria Miejska, Vratislav
- 1996 – Introwersje, Galeria Amfilada, Štětín
- 1996 – Linia horyzontu, Sztuka Krajów Nadbałtyckich, Zamek Książąt Pomorskich, Štětín
- 1996 – Tradgardslust, Ystads Museer, Ystad
- 1998 – INSYN PROJECT, Stockholm
- 1999 – Miejsca sygnowane, CSW Zamek Ujazdowski, Varšava
- 2000 – Międzynarodowe Triennale Grafiki, Krakov
- 2001 – Polnische Kunstler aus Szczecin, St.Marien, Stralsund
- 2002 – Energien einer Landschaft, Kunsthalle, Rostock
- 2002 – Energia pejzażu, Muzeum Narodowe Štětín
- 2003 – Międzynarodowe Triennale Grafiki, Krakov
- 2003 – Triennale Grafiki Polskiej, Katovice
- 2003 – Extra Strong Super Light – Biennale Sztuki Bałtyckiej, Muzeum Narodowe, Štětín
- 2004 – Quinzaine Photographique, Nantes
- 2004 – Eurografik Moskwa 2004 Most Integracji Kultury Europejskiej, Stary Maneż, Moskva
- 2004 – Die Internationale Grafik – Triennale Krakau, Horst Jansen Museum, Oldenburg
- 2005 – Metropolis – międzynarodowa wystawa sztuki krajów bałtyckich, Muzeum Narodowe, Štětín
- 2006 – Dawać – brać, Austriackie Forum Kultury, Instytut Austriacki, Varšava
- 2006 – Raume und visionen, Schleswig-Holstein-Haus, Schwerin
- 2006 – Ars baltica, Galerie Burgkloster, Lubeka
- 2006 – Ikony zwycięstwa, dawna fabryka Norblina, Varšava
- 2006 – dawać – brać, Austriackie Forum Kultury, Instytut Austriacki, Varšava
- 2007 – transRobota, 7. Bałtyckie Biennale Sztuki Współczesnej, Muzeum Narodowe w Szczecinie, Štětín
- 2009 – Global dialogues, Nagoya University of Arts, Nagoja
- 2009 – Oder/Odra, Kunstbauwerk e.V. Tabakfabrik, Vierraden
- 2009 – SMS – Szczecin/Melbourne/Szczecin, Guildford Lane Gallery, Melbourne
- 2012 – W poszukiwaniu uciekającego czasu, Muzeum Narodowe w Szczecinie, Štětín
- 2012 – Inspiracje, Galeria 13 Muz, Štětín
- 2012 – Medialny Stan Wyjątkowy, Galeria EL, Elbląg
- 2013 – Medialny Stan Wyjątkowy, Muzeum Narodowe w Szczecinie, Štětín
- 2013 – Wunderkammer, Forum Factory, Berlín
- 2013 – Rytuały przejścia, Muzeum Narodowe w Szczecinie, Štětín
- 2014 – Medialny stan wyjątkowy 3. Powrót do szkoły, Muzeum Narodowe w Szczecinie, Štětín
- 2016 – Anarchia i nowa sztuka. 100-lecie dadaizmu, CRP, Orońsko[2]